# Sébastien Demarbaix
Sébastien Demarbaix (Lessines, 19 dicembre 1973) è un dirigente sportivo ed ex ciclista su strada belga.
Professionista dal 1996 al 2002, partecipò a tre edizioni del Tour de France. Dal 2013 svolge il ruolo di direttore sportivo nella formazione belga Accent Jobs/Wanty/Circus/Intermarché, con una parentesi dal 2021 al 2023 nello staff tecnico della Bingoal WB.
È nipote di Claude Criquielion e cugino di Mathieu Criquielion, anch'essi ciclisti professionisti.

## Palmarès
- 1992 (Juniores)

Ledegem-Kemmel-Ledegem
- 1994 (Dilettanti, una vittoria)

5ª tappa Tour de la Région Wallonne (Houffalize > Han-sur-Lesse)
- 1995 (Dilettanti, una vittoria)

Seraing-Aachen-Seraing

## Piazzamenti

### Grandi Giri
- Tour de France

1999: 130º
2000: 88º
2001: 108º

### Classiche monumento
- Liegi-Bastogne-Liegi

1999: 61º
2000: 75
- Giro di Lombardia

1999: 39º

### Competizioni mondiali
- Campionati del mondo su strada

Duitama 1995 - In linea Dilettanti: 60º